# Санта-Марія (вулкан)
Санта-Марія (ісп. Santa María) також Гаксануль (кіче Gagxanul) — великий вулкан на заході Гватемали поблизу міста Кесальтенанго.
25 жовтня 1902 року сталося виверження, яке ввійшло у трійку найбільших вивержень 20 століття після виверження вулкану Новарупта на Алясці 1912 року та Пінатубо на Філіппінах. Це також одне з п'яти найбільших вивержень за останні 200—300 років. Загинуло близько 6 тисяч людей.

## Геологічна історія
Санта-Марія є частиною хребта вулканів Сьєрра-Мадре, розташованих на заході Гватемали.